# Corylopsis pauciflora
Corylopsis pauciflora es una especie de planta herbácea perteneciente a la familia Hamamelidaceae. Es originaria de Taiwán y Japón.

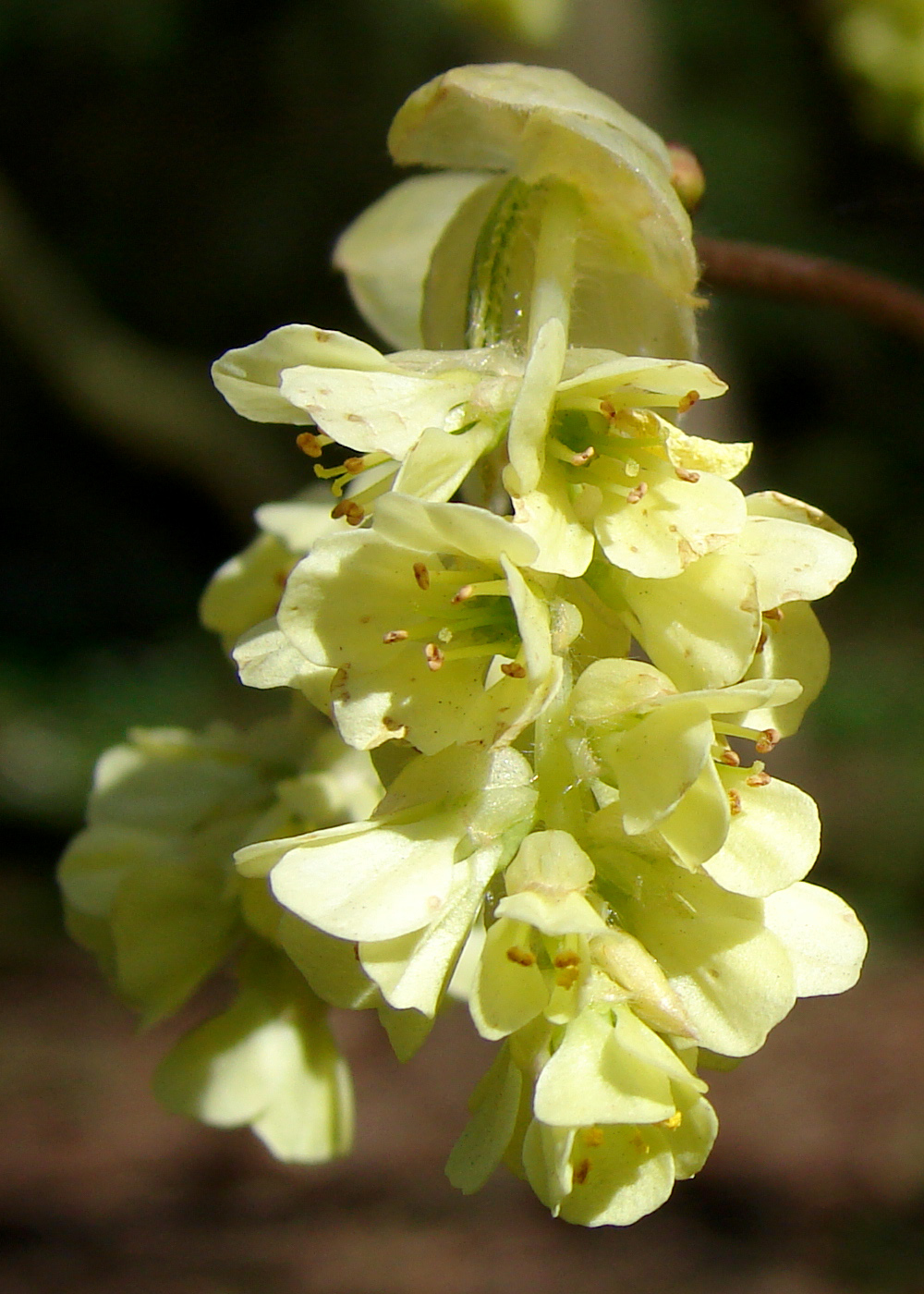
Inflorescencia

## Descripción
Es una planta caducifolia, arbusto extendido que crece hasta los 1,5 m de alto por 2,5 m de ancho. Produce masas de pálidas flores amarillas en racimos colgantes en primavera, seguida por las hojas de color de bronce y que tornan a verde. Se cultiva en los jardines y parques de las regiones de zonas templadas.
Esta planta ha ganado el Premio al Mérito Garden de la Royal Horticultural Society.

## Taxonomía
Corylopsis pauciflora fue descrita por Siebold & Zucc. y publicado en Flora Japonica 1: 48, pl. 20. 1835.
Sinonimia
- Corylopsis matsudai Kaneh. & Sasaki	[5]